# قرة كهريز (تشايبارة)
قرة كهريز (بالفارسية: قره‌کهریز) هي قرية تقع في أذربيجان الغربية في إيران. يقدر عدد سكانها بـ 175 نسمة .